# همپشایر (ویرجینیای غربی)
همپشایر (به انگلیسی: Hampshire) یک منطقهٔ مسکونی در ایالات متحده آمریکا است که در شهرستان مینرال، ویرجینیای غربی واقع شده‌است.